# Niedirbaj Ajtakow
Nedirbaj Ajtakow (ros. Недирба́й Айта́ков, ur. 1894 w połuostrowie Mangyszłak w obwodzie zakaspijskim, zm. 28 października 1938) – radziecki działacz partyjny i państwowy.

## Życiorys
Urodzony w rodzinie turkmeńskiego rybaka. Pracował jako tragarz, kucharz, robotnik w rybołówstwie. Od 1920 był przewodniczącym rady aułu, w latach 1920-1921 był członkiem gminnego komitetu rewolucyjnego w Krasnowodsku (obecnie Turkmenbaszy) i przewodniczącym rady aułu, a 1921-1922 członkiem komitetu wykonawczego krasnowodskiej rady powiatowej i kierownikiem powiatowego oddziału ubezpieczeń społecznych. Od 1922 należał do RKP(b), 1922–1923 był przewodniczącym Komitetu Wykonawczego Krasnowodskiej Rady Miejskiej, od 1923 do stycznia 1924 był zastępcą przewodniczącego, a od 9 stycznia do listopada 1924 przewodniczącym Centralnego Komitetu Wykonawczego (CIK) Turkiestańskiej ASRR. Od listopada 1924 do lutego 1925 był przewodniczącym Komitetu Rewolucyjnego Turkmenii, od lutego 1925 do lipca 1937 przewodniczącym CIK Turkmeńskiej SRR, jednocześnie od 21 maja 1925 do 21 lipca 1937 był jednym z przewodniczących CIK ZSRR.
21 lipca 1937 został aresztowany podczas wielkiej czystki, 28 października 1938 skazany na śmierć przez Wojskowe Kolegium Sądu Najwyższego ZSRR i rozstrzelany. 12 grudnia 1956 pośmiertnie zrehabilitowany.